# アクス川 (カザフスタン)

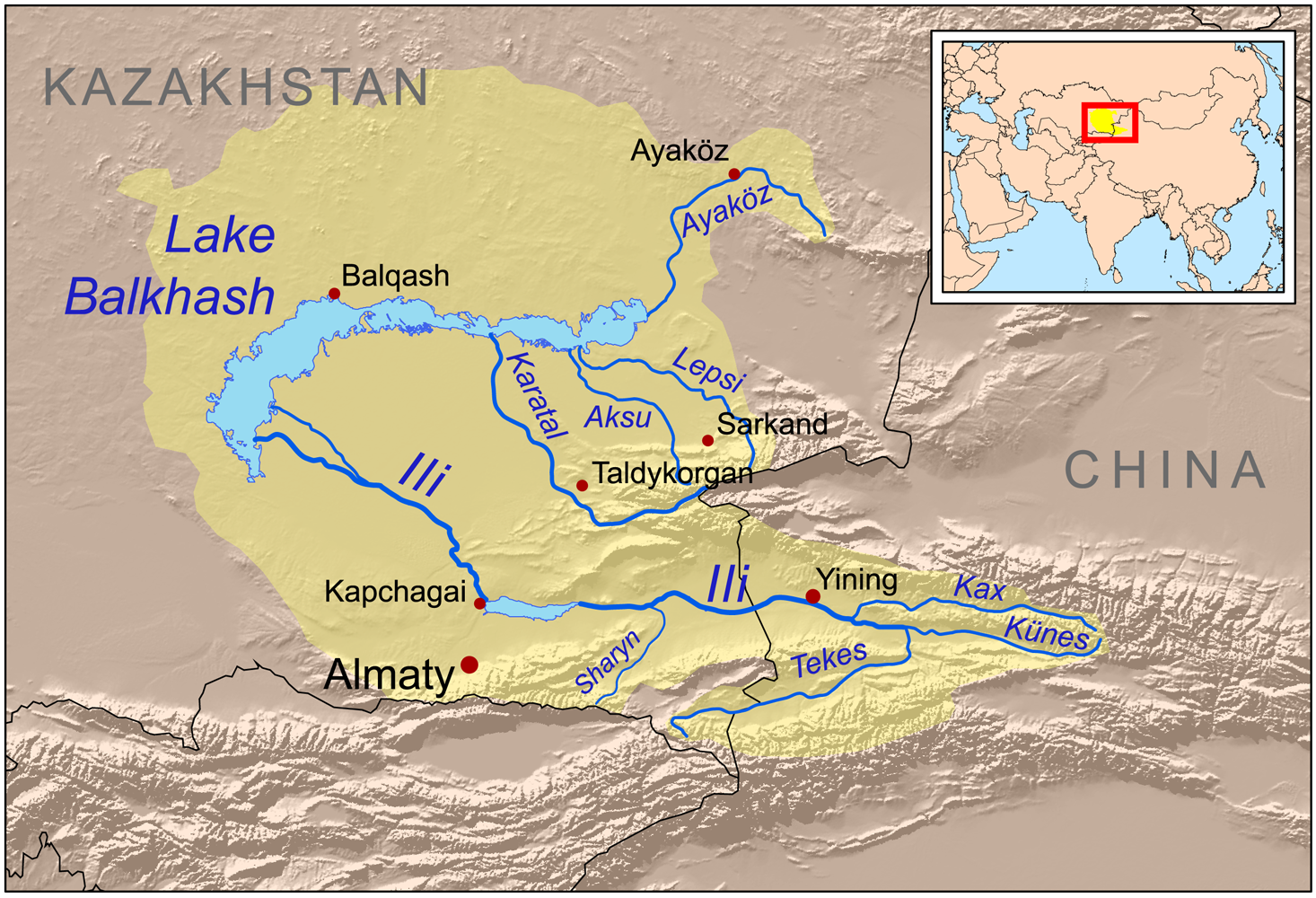
バルハシ湖とアクス川(Aksu)の位置

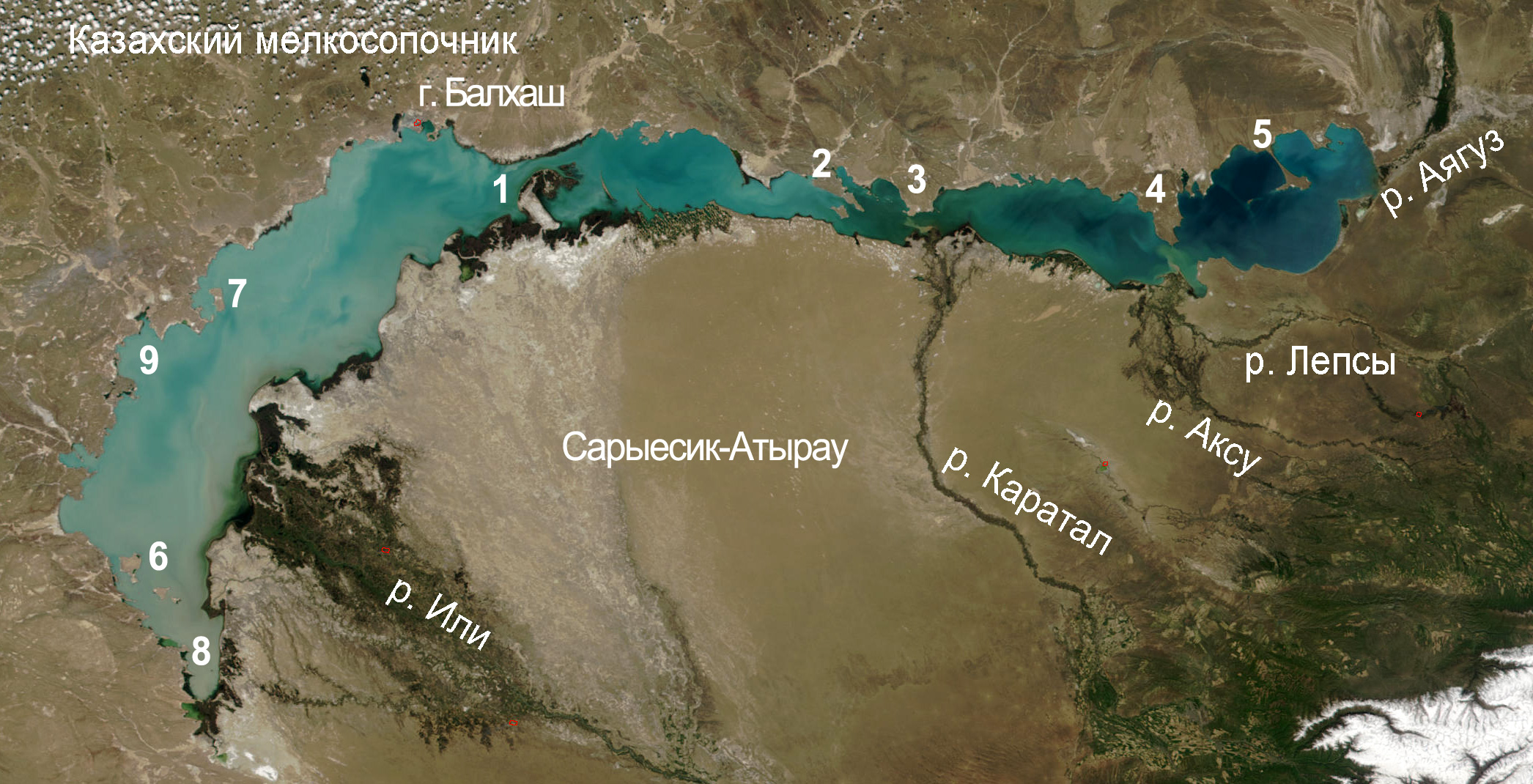
バルハシ湖とアクス川(P.Akcy)の衛星写真

アクス川(カザフ語: Ақсу өзені)はカザフスタンにある川。
中国との国境付近、ジュンガル・アラタウ山脈に発して北へ流れ、Matayを経て北西へ流れ、
バルハシ湖南に広がるサルイイシコトラウ砂漠を北へ流れて、
レプサ川河口のすぐ西で南からバルハシ湖へ注ぐ。
12月から3月まで川は凍結する。
灌漑での利用のため、バルハシ湖への流入量は限られている。